# Pedro II de Hazart
Pedro II de Hazart (en francés: Pierre de Hazart, latín: Pierre de Azart senescalcus Antiochiæ; fallecido después de 1263) fue el señor de Hazart (Azaz) y senescal del Principado de Antioquía.
El 1 de mayo de 1263, fue testigo de un documento sobre una solución de controversias entre el príncipe Bohemundo VI de Antioquía y la Orden de San Juan.
Fue el sucesor y probablemente el hijo de Guillermo de Hazart. Alrededor de 1268 su señorío fue finalmente conquistado y destruido por los mamelucos bajo el sultán Baibars I.